# Tetragoneura longicauda
Tetragoneura longicauda är en tvåvingeart som beskrevs av Van Duzee 1928. Tetragoneura longicauda ingår i släktet Tetragoneura och familjen svampmyggor.
Artens utbredningsområde är Kalifornien. Inga underarter finns listade i Catalogue of Life.